# 捜獣戦士
『捜獣戦士』（そうじゅうせんし）は、門田泰明による日本の長篇SF小説。1991年に『捜獣戦士 サイキック・ウォーズ』のタイトルでOVA化。

## 登場人物
右京冽
声 - 田中秀幸
朝比奈冬子
声 - 鶴ひろみ
春陽尼
声 - 藤田淑子

## スタッフ
- 企画：高橋尚子
- 原作：門田泰明「捜獣戦士」（徳間書店刊）
- プロデューサー：佐々木章
- 監督：今沢哲男
- 脚本：石倉保志
- キャラクターデザイン・作画監督：須田正己
- 動画チェッカー：山田真紀、杉本功
- ゼログラフ：高橋章
- トレース：大堀陽子
- 彩色：橋本政江、吉沢啓子、瀬口愛子、堀井安子
- 仕上検査：前田剛弘
- 特殊効果：河内正行
- 仕上進行：本間修
- 美術監督：石垣努
- 美術レイアウト：山元健生
- 背景：伊藤雅人、谷口淳一、須田英子、塩崎広光、佐藤美幸
- 美術進行：御園博
- 撮影監督：細田民男
- 撮影：片山幸男、高梨洋一、清水政夫、武井利晴、相磯嘉雄、福井政利、坂西勝、今村昌史、髙橋基
- 編集：福光伸一
- ネガ編集：津留洋子
- 録音：市川修
- 音響効果：今野康之
- 記録：原芳子
- 製作進行：田中浩司
- 助監督：和田裕一
- 宣伝担当：清水悦子
- 現像：東映化学
- 音響制作：ビデオアート
- 録音スタジオ：タバック
- 音楽：かしぶち哲郎
- 音楽プロデューサー：細井虎雄（OFFICE NEWMAN）
- 製作担当：蕪木登喜司
- 企画協力：徳間書店
- 制作協力：東映動画
- 製作：東映ビデオ・プロミス

## 主題歌
- エンディングテーマ「絆」
  - 作詞：松井五郎、作曲：都志見隆、歌：中村雅俊

## 関連商品
- 『捜獣戦士』（徳間書店〈トクマ・ノベルズ〉、1987年1月1日発売） ISBN 4-19-153380-0
- 『捜獣戦士』（徳間書店〈徳間文庫〉、1990年4月15日発売） ISBN 4-19-569044-7
- 『捜獣戦士 サイキック・ウォーズ』（東映株式会社、1991年2月22日発売） VSTM-1107